# Zzzax
Zzzax est un super-vilain, ennemi de Hulk, appartenant à l'univers de Marvel Comics et apparu pour la première fois dans The Incredible Hulk no 166 (août 1973)

## Biographie
Zzzax est une créature humanoïde créée lors d'un sabotage à la centrale nucléaire de Con Ed (New York). Il absorbe l'intelligence des techniciens et des terroristes et acquiert ainsi une conscience. S'appelant lui-même Zzzax, il est stoppé dans sa route par Hulk et Œil de Faucon dans The Incredible Hulk no 166 (août 1973).
Zzzax est recréé, dans The Incredible Hulk no 183 (janvier 1975), dans un centre de recherche de Chicago où il affronte à nouveau Hulk. Il est détruit lorsque les scientifiques ferment le système qui a créé Zzzax.
Il réapparait dans Luke Cage, Power Man no 47 (juillet 1977) chassant les responsables de sa dernière défaite, mais il est défait par Luke Cage.
Zzzax revient dans The Incredible Hulk no 285 (mai 1980) pour affronter une version intelligente de Hulk (Hulk possède l'intelligence de Bruce Banner) qui le vainc rapidement.
Mephisto le recrée ensuite dans la série limitée Secret Wars II, mais il est vaincu par La Chose (des Fantastic Four).
Dans The West Coast Avengers no 12 (septembre 1986), Zzzax fait équipe avec les forces fondamentales, Graviton, Quantum et Halflife. Il est à nouveau court-circuité par Œil de Faucon.
Dans The Incredible Hulk no 325 (novembre 1986), Zzzax est capturé par le S.H.I.E.L.D. et transporté à la Base Gamma où le général Thaddeus E. « Thunderbolt » Ross y transfère son esprit afin de combattre Hulk. Il affronte aussi une nouvelle version de Hulk incarné par Rick Jones
(de The Incredible Hulk no 325 (novembre 1986) à The Incredible Hulk no 327 (janvier 1987).
Dans Marvel Comics Presents no 8 (octobre 1988), Zzzax affronte Iron Man.
Dans Hulk and Power Pack no 2 (août 1990), Zzzax affronte Hulk et le Power Pack.
On retrouve ensuite Zzzax dans Midnight Sons Unlimited no 3 (août 1993).
Zzzax affronte ensuite Cable dans Cable no 59 (octobre 1998).
Récemment, il s'est échappé du Raft (une prison réservée aux "super vilains" de New York dans certains comics), grâce à Electro, venu faire s'échapper le mutant Sauron, mais il est rapidement appréhendé par Miss Hulk.
Plus tard, Zzzax est aussi arrêté par les puissants Vengeurs, dans Mighty Avengers no 32 (février 2010) alors qu'il attaque New Delhi, en Inde.
Dans Hulk no 36 (septembre 2011), Zzzax est au service de MODOK Supérieur lorsque ce dernier attaque Red Hulk.
Lors du cycle Fear Itself, Zzzax accompagne MODOK Superior en compétition contre Zero/One et Black Fog pour attraper Red Hulk.

## Pouvoirs
- Zzzax est un être de pure électricité. Il peut générer des éclairs, voler en lévitant, et manipuler les champs électro-magnétiques.
- Zzzax doit absorber l'énergie cérébrale pour survivre, tuant ainsi ses proies, et lui donnant pendant quelque temps certains traits de la personnalité de ses victimes. Hulk est immunisé contre ce vampirisme cérébral.
- Zzzax peut soulever 100 tonnes quand il est 'chargé'. Due à sa nature électrique, Zzzax ne se fatigue jamais.
- Même si l'énergie qui le compose est dispersée, Zzzax peut se reformer. Il est donc très difficile de le blesser ou de l'emprisonner.
- D'après les dossiers du SHIELD, zzaxx peut générer une chaleur de 7 500 °C.

## Anecdotes
Zzzax rappelle The Blip, de « I Learned the Dread Secret of the Blip » publié dans Tales to Astonish no 15 (janvier 1961) sous étiquette Atlas Comics (ancêtre de Marvel Comics), un extra-terrestre échoué sur Terre pendant son retour vers sa planète afin d'y reprendre des forces en se rechargeant d'électricité.